# Protoglossidae
Protoglossidae är en familj av djur. Protoglossidae ingår i klassen ollonmaskar, fylumet svalgsträngsdjur och riket djur.
Familjen innehåller bara släktet Protoglossus. Protoglossidae är enda familjen i klassen Enteropneusta.